# Orthohepadnavirus
Ortohepadnavirus este un gen de virusuri din familia Hepadnaviridae, care conține 12 specii.